# 阿根廷国会宫
阿根廷国会宫（Palacio del Congreso de la Nación Argentina）是阿根廷国会所在地，位于布宜诺斯艾利斯恩特雷里奥斯大道（Avenida Entre Ríos）50号，面临面积10000平方米的国会广场。

## 历史
阿根廷国会宫兴建于1897年到1906年，希腊罗马风格，巨大的圆顶高80米。